# Meigenia minuta
Meigenia minuta är en tvåvingeart som först beskrevs av Macquart 1835.  Meigenia minuta ingår i släktet Meigenia och familjen parasitflugor.
Artens utbredningsområde är Frankrike. Inga underarter finns listade i Catalogue of Life.